# Blue Owl Capital
Blue Owl Capital ist ein US-amerikanisches Investmentmanagementunternehmen, welches hauptsächlich im Bereich Alternative Investments tätig ist. Das Unternehmen entstand 2021 aus der Fusion der Owl Rock Capital Group mit Dyal Capital Partners. Das verwaltete Vermögen (AUM) lag Anfang 2025 bei knapp 250 Milliarden US-Dollar.

## Geschichte
Dyal Capital wurde 2011 von Michael Rees und Sean Ward gegründet, die beide zuvor bei Lehman Brothers tätig waren. Owl Rock wurde 2016 von Doug Ostrover (Mitbegründer von GSO Capital Partners), Marc Lipschultz (ehemaliger KKR-Partner) und Craig Packer (früher bei Goldman Sachs) gegründet.
Im Dezember 2020 wurde die Fusion zwischen Owl Rock Capital Group und Dyal Capital Partners bekannt gegeben. Zu dem Deal mit einem Volumen von 12,2 Milliarden US-Dollar hatten Investoren wie Federated Hermes und Liberty Mutual beigetragen. Am 19. Mai 2021 wurde die Transaktion abgeschlossen und Blue Owl wurde an der New Yorker Börse notiert.
Am 18. Oktober 2021 erwarb Blue Owl Oak Street, ein Immobilienbeteiligungsunternehmen, für 950 Millionen Dollar. Das Unternehmen kauft Immobilien von Unternehmen und vermietet es dann wieder an diese.
Am 13. Dezember 2021 erwarb Blue Owl die Ascentium Group, ein in Hongkong ansässiges Unternehmen für Geschäftsentwicklung, dies geschah im Rahmen seiner Expansionspläne in Asien.
Das Unternehmen schloss eine Vereinbarung über den Kauf Atalaya Capital Management im Juli 2024, bei einem 800 Millionen Dollar-Deal. Dadurch soll die Präsenz von Blue Owl im Bereich Private Credit verstärkt werden.

## Struktur
Blue Owl besteht aus drei Geschäftseinheiten:

### GP Strategic Capital (ehemals Dyal Capital)
GP Strategic Capital wurde 2011 unter dem Namen Dyal Capital gegründet. Das Unternehmen gehörte seit seiner Gründung zu Neuberger Berman, das aufgrund der Fusion derzeit eine Beteiligung an Blue Owl hält. Dyal Capital investiert in Hedgefonds und private Beteiligungsgesellschaften und hält Anteile an u. a. Bridgepoint Capital, Vista Equity Partners und Clearlake Capital Group. Im Juli 2021 erwarb Dyal Anteile an den NBA-Teams Phoenix Suns und Sacramento Kings. Im Juni 2023 wurde Dyal Capital aufgrund von Spannungen zwischen den Mitbegründern Blue Owl GP Strategic Capital umbenannt.

### Real Estate (ehemals Oak Street)
Oak Street wurde 2009 von Marc Zahr und James Hennessey gegründet. Das in Chicago ansässige Gesellschaft begann mit Sale-Lease-Back-Geschäften von Gewerbeimmobilien. 2021 wurde Oak Street von Blue Owl übernommen.

### Credit (ehemals Owl Rock)
Die Abteilung Credit ist in der Vergabe von Privatkrediten an Privatpersonen, Unternehmen und Institutionen tätig. Zu ihren Kunden gehören George Soros, die Brown University und der Bundesstaat South Carolina. Die Abteilung wurde 2016 unter dem Namen Owl Rock gegründet.